# Субарнарекха
Субарнарекха — река, протекающая через территории индийских штатов Джаркханд, Орисса и Западная Бенгалия, по плато Чхота-Нагпур. После прохождения через богатые глинозёмом области Джаркханд, река входит в Западную Бенгалию и впадает в Бенгальский залив около Талсари в округе Баласор штата Орисса. Длина реки составляет 470 км.
Название реки происходит от двух санскритских слов: «субарна» — золото и «рекха» — полоса или линия, следовательно Субарнарекха переводится как «Полоса золота» или «Золотая линия». По легенде, на берегах реки, около деревни Писка, недалеко от Ранчи, раньше намывали золотой песок, отсюда и появилось название Субарнарекха.
Важные города, лежащие вдоль реки, включают Ранчи, столицу Джаркханд, и город Джамшедпур. Около Джамшедпура река Кхаркаи впадает в Субарнарекху.
На своём пути река преодолевает множество порогов и водопадов, самый знаменитый из них — водопад Худру высотой 98 метров.